# Gangil-dong
Gangil-dong (koreanska: 강일동) är en stadsdel i stadsdistriktet Gangdong-gu i Sydkoreas huvudstad Seoul. 